# Synhomelix kivuensis
Synhomelix kivuensis là một loài bọ cánh cứng trong họ Cerambycidae.